# 信濃號航空母艦
信濃號航空母艦（日语：／ Shinano）是大日本帝國海軍於第二次世界大戰時期建造的一艘航空母艦，為二次大戰裡艦體最大、排水量最重的航空母艦，在完成長達五年斷斷續續的建造工作後，首次出航不到24小時即被美國海軍的「射水魚號」潛艇擊沉。
「信濃號」原作為「大和級」戰艦的三號艦進行建造，暫定名為「110號艦」。然而，隨著珍珠港事件的成功，日本高層覺得自身已經不太需要大型戰艦，於是放緩其建造進度。好景不長，隨著日軍在太平洋的戰事告急，帝國海軍對航空母艦的需求大為提高，故因應戰爭需求，將尚未完成的「110號艦」改造成航空母艦，正式命名為「信濃號」，源自日本古代令制國之一的「信濃國」。由於日軍在1944年6月馬里亞納海戰的失敗中損失了三艘主力航艦，故加速了「信濃號」的建造進度。「信濃號」擁有「大和級」的戰艦級別堅固船體，超出一般航空母艦的標準，同時它也受到「大鳳號」的影響，鋪上了相當厚實的裝甲保護飛行甲板。
「信濃號」於1944年11月在未完成的情況下投入服役，隨後自橫須賀海軍工廠移至吴海军工厂完成裝修，但被回航中的美軍潛艇「射水魚號」攻擊而擊沉，包含艦長阿部俊雄大佐在內共791名水兵和民間工作者陣亡，為目前下水的航空母艦服役時間最短、也是至今被潛艇擊沉的排水量最大的軍艦。信濃號的排水量噸位，一直到1961年美國海軍的傳統動力航空母艦「小鷹號」服役才被超越。

## 歷程

### 大和級戰艦「110號艦」

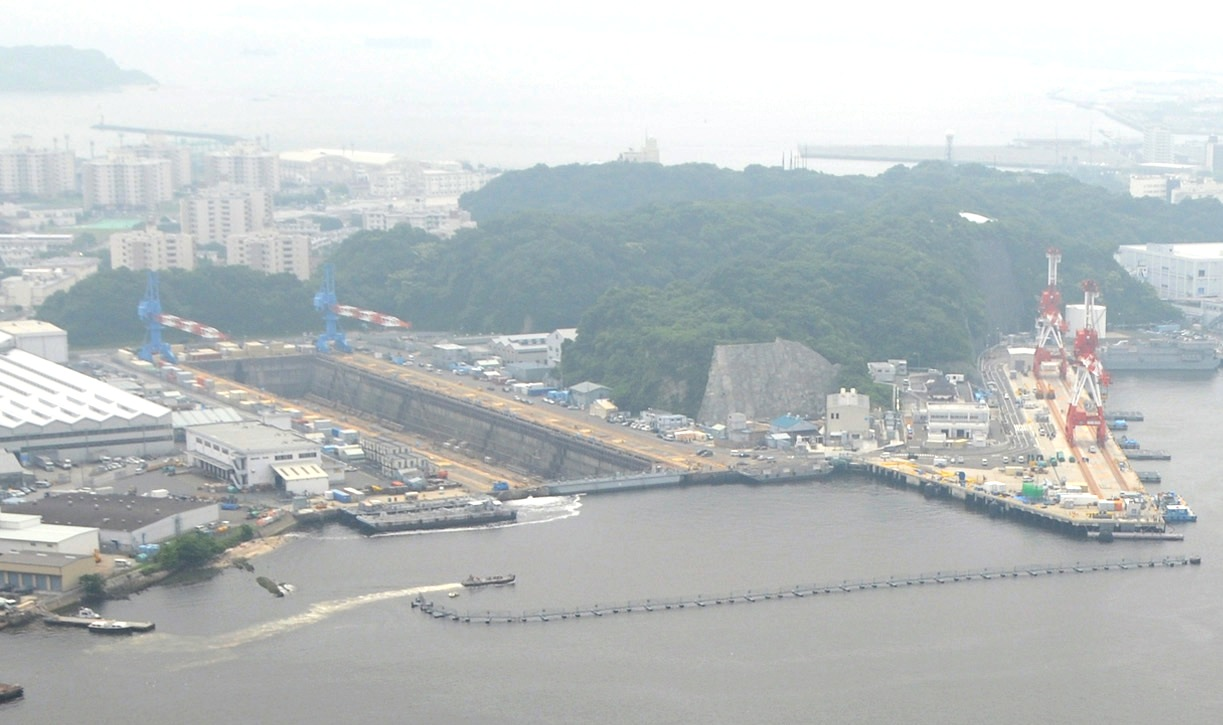
為「110號艦」（信濃號）而特別建造的橫須賀第六號船塢之遺址。

1930年代後半，美國與日本的關係急速惡化，美國國會於1938年5月17日通過《第二次文森法案》，表明建造新型戰艦與航空母艦的計畫。因此1938年，日本執行其《第四次海軍軍備擴充計劃》，其中計畫建造兩艘大和級戰艦：「110號艦」與「111號艦」，用作取代艦齡不久即將達30年的金剛級戰艦「霧島號」與「榛名號」的地位。這兩艘新艦還要改善比較早開工、興建中的「大和」與「武藏號」的缺點，要為性能更佳的戰艦。
110號艦決定於横須賀海軍工廠新造的6號船塢內建造。大和級戰艦的排水量超過7萬噸，此級超大型戰艦預定要建造4艘，往後會出現當有艦隻要進行維修與改裝、由於能夠負荷其排水量的船塢數量不足、剩下的船艦只能排隊等候的情況，因此計畫將横須賀擴建成一個和吳海軍造船廠相同規模的維修據點，不同於其姊妹艦武藏號在陸上船台上建造的方式（該艦於三菱長崎造船廠建造），決定將以重新建造一個大和級專用的第六號船塢。當時橫須賀最大的船塢為建造「長門級」的「陸奧號」（排水量33,000噸）的第五號乾塢。在費時2年又3個月、耗資1700萬日元（當時幣值）的建造工程後，完成了長336公尺、寬62公尺、深18公尺的第六號船塢，當時所掘出的砂土被運到了鄰近的海軍砲術學校來填補海岸，爾後建成了寬廣的操場。1940年5月4日，船塢完工，並同時舉行了110號艦的開工典禮。110號艦本身建造預算為1億4770萬日元（當時幣值），為日本國會議事堂建造費用（2570萬日元）的6倍之多。這時為出於保密，開工儀式不得找外頭正職的神主，因此請非本業但具神主資格的腳手架組長—大須賀種次來主持。「大和號」和「武藏號」在作預算編列時被稱呼為「一號艦」與「二號艦」，因而信濃號也有著「三號艦」的非正式名稱，造船工人之間則將110號艦簡稱為「110」。
信濃原預計將於1945年3月末完成，在日軍以此時間為目標而緩慢完成進度期間，日本做出了與美國開戰的決定。1941年11月，日軍重新評估了包括戰艦在內的全數造艦工程，總結潛艇與飛機將被列為優先，大型軍艦的建造作業將被擱置。隨後，從太平洋戰爭之初日本攻擊珍珠港的行動以及馬來亞海戰的結果可看出，戰艦在面對大量飛機攻擊時非常脆弱，故大和型四號艦—第111號艦馬上停工並解體，其材料將用於伊勢級戰艦「伊勢號」與「日向號」兩艘改裝成航空戰艦的工程中。之後信濃號被命令儘速建造成能夠浮起並拖離船塢的程度，將船塢用為修復中型航空母艦的修復和建造作業。1942年10月，信濃號船殼工程完成，由於其建材被挪至修復戰爭受損的其他艦艇且工人幹勁下降等因素，信濃號的建造工程呈現停滯的狀態。聯合艦隊參謀長宇垣纏在其日誌中記述道，杉浦軍令部第三科長和神重德軍令部一課成員於4月23日前來司令部拜訪，除了提到「第三號艦戰艦建造工程要中止，剩餘產能要全用來集中建造航空母艦」外，還表示將繼續觀望是否該建造超甲巡，而潛艇與飛機則必須增產。

### 轉作為航空母艦
1942年春，由於得知了美國通過建造大量大型航空母艦的《兩洋艦隊法》，日本則以《第五次海軍軍備補充計畫》（即）因應，以新型的改大鳳級和改飛龍級航空母艦來增加航空母艦的數量。4月18日，美軍以大黃蜂號航空母艦上的16架B-25轟炸機空襲日本本土（即杜立德空襲），橫須賀也飛來了一架B-25，並有一枚炸彈命中了110號艦旁正被改造為航艦的「大鯨號」潛艇母艦（後來的「龍鳳號」）。110號艦並未受損，也無被美國軍機發現。這場空襲推動了後來於同年6月的中途島海戰，日軍大敗，失去了相當於2/3主力航艦兵力的四艘航空母艦（「赤城」、「加賀」、「蒼龍」和「飛龍」）。因此日本海軍必須重建航艦兵力，開始趕緊建造和將其他船艦改裝成航空母艦。作為此計畫的一環，110號要從橫須賀第6船塢中挪出，意圖用於同時建造2艘飛龍號改良型的雲龍級航空母艦（排水量17,500噸）的工程。然而已完成70％的信濃號就連拆除也是件大工程，從橫須賀的施工現場來看根本成了空談，且大和級戰艦象徵的460公釐主砲專用運輸艦——「樫野號」也於9月4日被美軍潛艇所擊沉，因此110號艦也難以作為大和級戰艦繼續建造下去了。
到了這個地步，日本海軍決定將「110號大和級戰艦」改裝為航空母艦，並預定於1944年12月底服役。這時的110號艦已安裝好蒸氣渦輪機、9座鍋爐和艦前彈藥庫基座，艦體中央則正組裝中央甲板厚度等級的隔間，艦尾的彈藥庫基座業已完成，其內容構造設施則繫於艦尾上，尚未裝設。在日本海軍軍令部艦政本部的航空母艦快速增產計劃上記述110號艦的改裝工程須「航空母艦的裝備配置要在不影響工期時間的條件下完成，要以戰鬥訓練為基準改善該艦，研究將艦體構造盡量簡化。」1942年7月16日，軍令部次長給海軍次官《第110號艦（改裝）主要項目細則》文件，記事除了排水量、航速外，記述以下的資料：
- 主要武裝為艦載戰鬥機36架、艦載攻擊機18架、艦載偵察機9架，飛機機庫置放18架艦載戰鬥機，另外18架的艦載攻擊機則配置於後備機庫，其餘則置於甲板上。
- 飛行甲板厚度達可抵擋俯衝轟炸機的500公斤炸彈攻擊，而後部飛機機庫厚度則可抵擋800公斤的炸彈。
- 舷側防御：同130號艦（即大鳳級，該艦舷側設計可抵擋巡洋艦的200公釐砲彈攻擊）
- 炸彈、魚雷、航空燃料的搭載量比照130號艦，並可能有快速整備飛機的能力。

對於110號艦航艦改造計畫，艦政本部長的岩村清一中將提出該艦需要有不同於以往航艦的作用、要將其作為海上的移動基地的作法，他認為信濃號機庫將不配置艦載攻擊機與轟炸機，並要配置於前線，供後方航艦起飛的飛機降落，快速補充燃料、彈藥和魚雷。此外還要以厚實的裝甲板來保護飛行甲板，令其在敵人空襲下可以執行著海上基地的任務，但在自衛能力上，僅於分設的機庫中搭載戰鬥機。此外，因本身戰艦等級的船體和額外裝甲板所構成了堅強防禦力，該艦將被用作「不沉的航空母艦」，也因此出現了甚至連機庫與艦載機都不打算配有的提案出現。「大鳳號」本身就以改善原本日本航艦甲板防禦力低落的弱點為理念而建造，信濃號初期設計方案更把它視作「海上的航空基地」來加以設計。另外從中途島海戰來看，日本航空母艦承受炸彈攻擊的能力太差，因此也有不打算搭載將在艦內配裝給前線降落之轟炸機與攻擊機的炸彈和魚雷的意見。
然而此方案卻被軍令部與航空部人士的反對，經過兩個月的爭論後，艦政本部的方案被放棄了。神重德參謀強烈反對這種「遠程打擊戰術」的作法、主張將110號艦作為攻擊用的航空母艦。最後，110號艦變成萬一受敵軍攻擊，可憑其戰艦的構造與裝甲甲板而不失其繼續戰鬥能力的航艦，且假若其他的航艦被擊沉或無法供自它們起飛的飛機起降的話，110號艦可供這些飛機降落，讓艦隊的航空戰鬥能力可以繼續保持下去。此外除了自衛用的戰鬥機外，還要配備攻擊機、供其他航艦飛機使用的燃料、魚雷，類似大鳳號的功用。航艦改造工程進行全面修正成加入機庫與飛行甲板的裝甲板，並擴充燃料庫與彈藥庫空間。1942年7月末，110號艦決定要改裝為航空母艦，並花了一個月的時間完成基本改造計畫，9月急忙地向海軍大臣報告。艦政本部的基本設計於11月結束，更細微的設計內容到橫須賀船廠繼續進行。到了1943年初，工程重新開始。

## 特點

### 飛行甲板
大和級戰艦設計最大艦寬為39公尺，艦上設置的飛行甲板的最大寬度為40公尺，也些有原艦員稱艦寬為50公尺。飛行甲板為20公釐厚的DS鋼板再鋪設75公釐的NVNC甲板而成，裝甲部分的長度約210公尺、寬度約30公尺，和下部的機庫大小相同。為了承受巨大的重量，「110號艦」的梁柱採箱型設計，有著14公釐厚的鋼鐵支撐著。日軍的航空母艦中，最早將飛行甲板裝甲化的是「大鳳號」，該艦有部分飛行甲板為木質，而與其相對地，「110號艦」使用的是帶有锯末的水泥製甲板。由於記取了中途島之戰的教訓，日軍在艦載機存放燃油的地方變更為飛行甲板，與日軍之前的航空母艦不同，放置炸彈和魚雷的地方也改為飛行甲板，成了炸彈與魚雷升降梯不會通過機庫而直接送到飛行甲板的構造。設置於裝甲板前後的艦載機升降機也和飛行甲板一樣為75公釐的NVNC甲板，前部昇降機（長15公尺，寬14公尺）的重量達180噸，位於第1主砲塔處、後部昇降機（長13公尺，寬13公尺）則為110噸，位於第3主砲塔處。

### 機庫
儘管「110號艦」全艦長達266公尺，卻只有一層為機庫。當「110號艦」重新開工時，其艦身中央的施工進度已進展到中甲板附近。倘若要建成多層機庫，「110號艦」船體重心會被抬高，再加上飛行甲板上裝有厚裝甲板，船體會變得不安定，為了避免造成問題，必須減輕上部構造的重量，因此只好僅建一層機庫。大和級戰艦的上甲板在一號砲塔的附近有向下的斜坡，在二號砲塔的附近有向上的斜坡，這被稱為「大和坡」，為了設置艦載機的機庫，日軍還要將表面修整為水平。
包括對110號艦設計影響極深的「大鳳號」在內，日本幾乎所有的航空母艦都是密閉式機庫，「110號艦」則不同，於整備攻擊機處的前方約125公尺處為開放式機庫，以散發在受攻擊發生火災時發生的熱風，以及可投棄炸彈和魚雷。為了讓「110號艦」可在夜間燈火管制時也能在開放式前部機庫進行飛機整備工作，該處設有帆布製的遮光幕，可以在內部開燈照明。不過，開放式機庫的開放部分只有長度超過10公尺的開口部片舷各一處，實際上無法將飛機扔入海中。收容戰鬥機的庫房為後部83公尺長之處，使用著特殊鋼板保護著，側壁也有25公釐之厚，為密閉式形態 。「110號艦」在火災對策上頗為用心，設有可在機庫內每一處噴射的泡沫滅火裝置，以及在防禦區劃內還有三處獨立的消防泵，在機庫側壁的幾個地方也設有指揮防禦的管制指揮所。有資料稱飛機機庫內裝有舊式電燈和螢光燈，而船員居住區則只有螢光燈。

### 艦載機
當時預定搭載新型艦載戰鬥機「烈風」18架、艦載攻擊機「流星」18架、高速偵察機「彩雲」6架、另備用5架，共合計47架，而航空本部則是計畫搭載「烈風」25架（備用1架）、「流星」25架（備用1架）、「彩雲」7架（備用0架），另外還可在甲板搭上1架「烈風」、7架「流星」、7架「彩雲」。後來依照1944年10月19日航空本部的《航空母艦與艦載機關係報告資料》（空母及搭載艦関係報告資料），改為24架「烈風」（備用1架）、17架「流星」（備用1架）、7架「彩雲」（備用0架）。不過後來烈風不被採用為艦載戰鬥機，改為搭載「紫電改」的艦載機型（見下述）。另外，「110號艦」的炸彈、魚雷、航空燃料的搭載預定量比「翔鶴級」、「大鳳級」、「雲龍級」要來得少，約為800公斤及500公斤炸彈90枚、250公斤炸彈468枚、60公斤炸彈468枚、九一式450公釐航空魚雷數枚，並考慮作為「中程基地航空母艦」來使用。另外也有著機庫配置72架、甲板放置13架艦載機的說法。

### 兵器
計劃在舷側配置八九式127公厘高射炮8座16門（左右各弦4座）、九六式25毫米高射機炮141門（單裝、聯裝、三聯裝合計）、120公釐28連裝火箭砲12座作為對空火力。出港時雖並未搭載火箭砲，但據志賀淑雄少佐（「110號艦」飛行長）和神谷武久（工人）的證言表示「110號艦」當時有配置其他兵器。逃脫時，也有人目擊在高射砲甲板上的高射砲彈在轉動。

### 艦體與防護作業
由於「110號艦」本為大和級的戰艦，因此在基礎設計上就具有超過航空母艦標準的防禦力，當該艦作為航艦重新設計時設定防護性能，舷側水線防禦要可承受自10,000公尺處發射而來的200公釐砲彈，水平防禦方面則是要能承受自4,000公尺高投下的800公斤炸彈的轟炸。最早的設計方案是飛行甲板必須承受敵機以俯衝轟炸方式投下的800公斤炸彈，但由於增加甲板重量和製造能力等原因，變更標準為飛行甲板可承受500公斤炸彈的俯衝轟炸。為了滿足這些要求，機庫天井處鋪設了20公釐DS鋼板和14公釐DS鋼板保護著。
在從大和型戰艦變更為航空母艦來設計時，「110號艦」的水線上側舷裝甲由410公釐減為200公釐，變成對付巡洋艦等級的裝甲。主砲彈藥庫則直接改放航艦存放的高射砲彈、機砲砲彈、機槍子彈、炸彈和魚雷。在主結構區域前後的重油罐部分還另外增設了飛機用燃油儲存庫，由於這地方本來就沒有裝設裝甲板保護，因此油罐除了原有的25公釐厚度外，還在上面裝了被解體的姊妹艦「111號艦」彈藥庫底部的80公釐裝甲板來補強。原先計劃在油罐附近設置一塊中空區域來存放2,000噸的水，但因為吸取了「大鳳號」的教訓，改為填充混凝土。
艦底方面，為對應磁性水雷和艦底引爆的魚雷威脅，從自「大和號」和「武藏號」兩艦原設計的二重底部強化為三重底部。「110號艦」並未裝設砲塔，也無戰艦級別的裝甲，艦體重量變輕，吃水上升了一公尺，和「大和號」相比，船腹的上端高度降低了一公尺。而就在這個時間點之後不久，對本艦設計有強烈影響的「大鳳號」於1944年6月的馬里亞納海戰中被美軍潛水艦僅僅一枚魚雷就擊沉了，給日本海軍的相關人士們極大的震撼。「大鳳號」的沉沒原因在於被魚雷命中後飛機燃油漏到了艦內，在6小時後引發大爆炸和火災。因此作為應急對策，「110號艦」的工作人員趕緊在幾天內將水線下的船腹與飛機燃油儲存罐附近再灌上混凝土固定。最後公試常態排水量由初期計劃的62,000噸上升到68,000噸，使得變更船腹位置一舉變得毫無意義，海軍技術大佐牧野茂即批評稱其為「多此一舉」。
由於從飛行甲板到彈藥庫都用了重裝甲強化，「110號艦」的船殼重量和「大和號」相比增加了1,900噸、防禦重量增加了2,800噸、索具重量增加了1,200噸，合計共增加5,900噸，工數（工人數與工作時數相乘）也從由35萬增至40萬，施工量大為增加。由於艦體內部巨大和極為複雜，「大和級」戰艦的内部被戲稱為「地下街」。「110號艦」雖說是以航艦的身份來建造，但它也和「大和級」戰艦有著同樣的船體，曾有乘員在艦內迷路半天，甚至有工人要找到自己的負責區域就極其疲憊的傳聞。

### 艦橋
「110號艦」的艦橋設置於右舷中央，為島型艦橋。在此之前的日本海軍航空母艦無論大小，皆為艦橋與煙囪分離、後者彎曲朝海面排氣的構造。就「110號艦」的情況來說，由於上部甲板和飛行甲板間的高度不足，故無法在舷側處設置煙囪，改在艦橋的後部設置了向外傾斜26度的向上排煙煙囪。至於歐美的航艦廣泛使用艦橋和煙囪一體化的設計，日本最早使用這種設計的是飛鷹級航空母艦，之後「大鳳號」和「改大鳳級」也皆為如此，「110號艦」最終同樣採納了艦橋與煙囪一體化的設計。在正式配置前，海軍還曾在航空學校的樓頂製作了實物大小的模型、裝設有36個12公分對空望遠鏡，並進行實地測試。據技術中將福田啓二回憶道，當時「110號艦」的外型實在「頗為難看」。

### 動力
「110號艦」與「大和級」戰艦相同，航速也設定為27節，為四座蒸汽渦輪發動機、153,000匹馬力，最高航速為27節，載有燃油9,047噸，可以18節航速航行10,000海浬。和「大和級」戰艦相比，雖然少了主砲塔和各部裝甲，但由於在飛行甲板和彈藥庫部份加強了防護，因此在滿載排水量方面，「大和級」戰艦為72,000噸，「110號艦」也有71,000噸。與一般的正規航空母艦相比速度稍微慢了些。然而在橫須賀進行的測試裡，就算只啟動8個鍋爐，也能在20節左右的航速下進行重量接近4噸的「紫電改」（紫電41型）和「流星」艦載轟炸機、「天山」艦載魚雷轟炸機的起飛著陸實驗，未無發生問題。「紫電改」的試飛員山本重久大尉也作證稱「110號艦」的飛行甲板比日本航艦中的大型艦——「赤城號」和「翔鶴號」還要大，且起飛著陸狀態良好。此時著艦的「紫電改」是主要在陸上基地使用的攔截機，而非艦載戰鬥機。然而由於本來應成為「零式」艦載戰鬥機艦後繼機的「烈風」開發進度落後，於是日軍曾推出將搭載2,000匹馬力引擎、可發揮高性能的「紫電改」挪作艦載機之用的計畫，還以此進行試驗過。

### 塗裝
現存的「110號艦」的清晰照片只有在背光狀態下拍攝的本條目起首處的那張圖，然而仍可判斷出該艦使用了反潛艇用的迷彩塗裝。基本色為「外舷一號色」（嫩草色，根據美國海軍報告書的資料，此為「外舷二號色」和白色按一比一比例混合而成的顏色），並塗有「外舷二號色」（較暗的橄欖綠）的商船用迷彩色。另外還有許多工人的目擊證言稱吃水線下使用了紅色系的顏色，飛行甲板的塗裝則不得而知。

## 完成

### 趕工
「110號艦」於1942年9月重啟建造作業，預計在1945年2月底將會完工。然而日本海軍在瓜達爾卡納爾島中戰鬥中損失了大量的艦艇，另有多艘船艦受損。1943年3月25日，海軍軍令部長島田繁太郎下令「各工廠以維修受損艦隻優先，新艦的建造僅限於松級驅逐艦和潛艇」。同年8月，「110號艦」的建造工作再度中斷。加上，横須賀工廠忙於水上機母艦「千代田」改為輕型航空母艦的工作以及修理在南太平洋海戰嚴重受損的航艦「翔鶴號」，即使把工人增加到4,000人也依舊難以負荷的狀態。但不可思議的是，竣工時期為1945年1月，還比之前要求的提早一個月。
在三個月後的「馬里亞納海峽海戰」中，日本海軍慘敗。一次損失了三艘艦隊航空母艦（「翔鶴號」、「大鳳號」以及「飛鷹號」），特別是失去「110號艦」的原型艦——「大鳳」，更是給前者建造人員很大的震撼。然後有意見指出，為了對抗來襲中的美軍，還是要造「110號艦」。7月，在下達「1944年10月15日必須竣工完畢」之命令之同時，還要求本籍定為「横須賀鎮守府」。7月1日，「信濃號」正式以航空母艦的艦種登錄，還規定因為有必要參加一次戰役，先搭載必要之裝備，其他等回港再另外裝設。根據《海軍造船技術概要》，軍令部對横須賀海軍工廠長下達之命令如下：
1. 軍官與士兵的居住設備必須盡可能簡單。
2. 為了防止發生火災，盡可能不要使用木質材料。
3. 省略防毒氣隔間的氣密工程測試。
4. 省略中甲板以上的隔間氣密測試。
5. 先將造機、造兵相關工程列為較後順位。
6. 工期目標是10月5日進水。10月8日命名式後繫著停泊。10月15日竣工。

雖然建造計畫已經晚了，但為了彌補「大鳳號」的損失，初期的竣工日期提早了五個月。由於熟練工人都被充軍了，為了彌補人手不足的窘境，故不但是糾集了民間造船廠的工人，連同海軍工機學校的學生，甚至動員了其他不同性質科目的學生、朝鮮與台灣工人、「女子挺身隊」投入建造工程。然而，同為大和級戰艦的「武藏號」光搭載艤裝就花了19個月的時間，「信濃號」只用3個月被認為是存在問題的。海軍省相關的性能審議委員會成員——牧野茂（海軍技術大佐、「大和級」戰艦的設計者之一）曾說：「『信濃/110號艦』的居住區沒有任何生活用品，非常煞風景，氣密工程測試也都還在進行中，根本就是個『鐵棺材』」有種說法是，由於工程都被簡化，兵裝與艦內裝備都盡量省略，艦内的水密試驗都只作了最低程度（另一種說法是直接省略了）；不過燃料罐周圍灌水泥的的工作還是有完成。「信濃號」也是橫須賀海軍工廠建造的最後一艘軍艦，投入了該海軍工廠的全部剩餘料件。

### 下水式
「信濃號」雖然因為過勞與意外事故，導致有超過10人殉職，不過還是大致完成了外型。10月5日，上午8點到8點30分，開始往船塢進水。計畫是往船塢裡注水注一半，讓船身先浮起來，確認船身之平衡，本來預定注水10公尺，在灌到8公尺時，因為船塢閘門打開，外部海水灌了進來。「信濃號」被灌進來的海水影響，前後擺盪，固定船的超過100根以上的鋼纜和50根的麻繩斷掉。甲板上的技術軍官們因此被沖進海裡，球狀船首也多次與船塢的牆面發生衝撞，導致球狀船首內部的水中聲納、螺旋槳扇片受損。 
調查結果表示，此事僅為單純之事故。本來是要往船塢閘門內的壓艙水艙內注進海水，結果疏漏導致出現如此事故，也有種說法是本來是往「信濃號」的壓艙水艙灌海水，結果沒完全灌滿水。雖然這僅是一項失誤，但也是性急趕工的結果。10月8日，日軍舉行了命名儀式，作為代理昭和天皇的海軍大臣——米内光政也出席了此儀式。在這時「110号艦」被命名為「軍艦　信濃」，正式配發到「横須賀鎮守府」。在這時引渡式還尚未結束，在審議委員会判定合格之前，「信濃號」都還尚未正式入籍海軍。
之後「信濃號」又被送入船塢，使用部份「111號艦」的材料進行修理工作。修理工作於10月23日結束，出了船塢後被停在近海位置。一個月後，日本海軍在最後一次大規模艦隊海戰「雷伊泰海戰」（捷一號作戰）之後，聯合艦隊已經幾乎崩潰。即使「信濃號」能趕上參加該海戰，當時也沒有能送上「信濃號」的飛機。實際上，航艦「雲龍」已經完成，但並沒有搭載飛機，只是作為特攻兵器「櫻花」的運輸艦，然後被潛艇魚雷攻擊後沉沒。使用「111號艦」的材料，被改為航空戰艦的「伊勢號」與「日向號」也沒有能搭載的飛機，只能拿來當作普通戰艦使用。在「北號作戰」時，兩艘船的飛機庫都被拿來搭做倉庫使用，實際上被當作運輸艦。

## 戰鬥經歷

### 返回吳港前的狀態

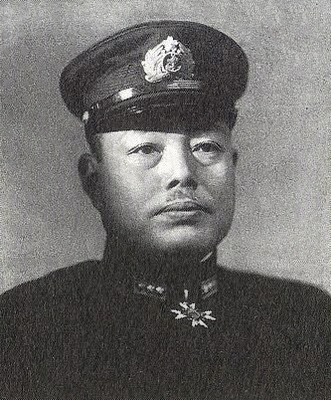
「信濃號」艦長——阿部俊雄大佐。

「信濃號」於東京灣舉行的航空公試，並進行各種艦載機的起降實驗。11月11日，日軍在「信濃號」上試飛了零戰和「天山」艦載攻擊機等舊式飛機；11月12日，「横須賀航空隊」在船上進行局地戰鬥機「紫電改」的艦載型——「紫電改二」（N1K3-A）和「流星」艦載攻擊機、「彩雲」偵察機等起降實驗，均取得成功。
11月24日，聯合艦隊司令豐田副武大將在聯合艦隊550號電令中指示：「『信濃號』艦長應立刻指示『信濃號』及「第十七驅逐艦隊」自横須賀出發，迅速返回內海西部，出港日期和前往松山沖泊地的航路應由艦長決定」。由於橫須賀上空近日頻繁有「B-29」轟炸機飛行，日軍估計短期內會有空襲行動，故決定返回吳海軍工廠，前往躲避空襲，並裝上剩餘尚未配置的武器裝備。美軍進行航空偵查時有曾拍攝「信濃號」過，但當時僅有「大和號」的推測數據和「武藏號」已沉沒的訊息，但不知道有關「信濃號」的相關資料。
促使「信濃號」返回至吳港的原因還有一個。由於橫須賀工廠大量使用徵用來的工人，因此日本海軍對橫須賀工廠的技術能力頗有懷疑，考慮在吳海軍工廠進行「信濃號」的艤裝工程。由於接到海軍邀請的「大和級」戰艦的造船主任西島亮二海軍技術大佐表示「接受信濃的剩餘工程（武裝工程）」，海軍決定將「信濃號」開回至吳港，之後西島又表示後悔。這時「信濃號」的內部建造工程仍在繼續，高射砲、噴射砲、機槍幾乎都尚未安裝（見前述）。鍋爐也只完成了12座中的8座，最大發揮速力也只有約20至21節。返回吳海軍工廠時，信濃還未裝備飛機，而是載有50架「櫻花」特攻機和貨物，但也有資料稱裝有三架艦載轟炸機（機種不明）、數艘水上特攻兵器「震洋」的說法，因此也有「信濃號的出擊居然算不上特攻」的玩笑一說。
護航「信濃號」的驅逐艦隊包括三艘「第十七驅逐艦隊」的「陽炎級」驅逐艦——「濱風號」（旗艦）、「磯風號」和「雪風號」。當時，美軍潛艇的靜聲能力已經高過日本海軍艦艇的聲納搜索能力，且日本船員自「雷伊泰灣海戰」後長期出擊而過於疲勞，因此少了巡邏活動，「濱風號」和「磯風號」艦艇本身也在雷伊泰灣海戰中受損，水中聲納無法使用，後者的航速也因此無法超過28節。稍早「第十七驅逐艦隊」在「捷一號」作戰後的返航途中，所負責護衛的「金剛號」戰艦以及旗艦「浦風號」被美軍潛艇「海獅號」擊沉，第十七驅逐艦隊司令戰死，影響艦隊的指揮。原先驅逐艦隊認為應注意潛艇的活動，在日軍可出動反潛巡邏機的白天航行，但阿部俊雄大佐卻以夜間21節的航行速度可避開美國潛水艇為由，否決了這一提案。這和軍令部曾指示不出動反潛巡邏機以及「信濃號」本身未搭載一架飛機有關。另外阿部認為比起潛艇，被在日本近海活動的美軍機動部隊攻擊更可怕。議論的結果是「信濃號」在天亮之前出航，假若出現美軍潛艇，可利用趨近滿月的月光發現其活動。

### 美軍「射水魚號」的追擊

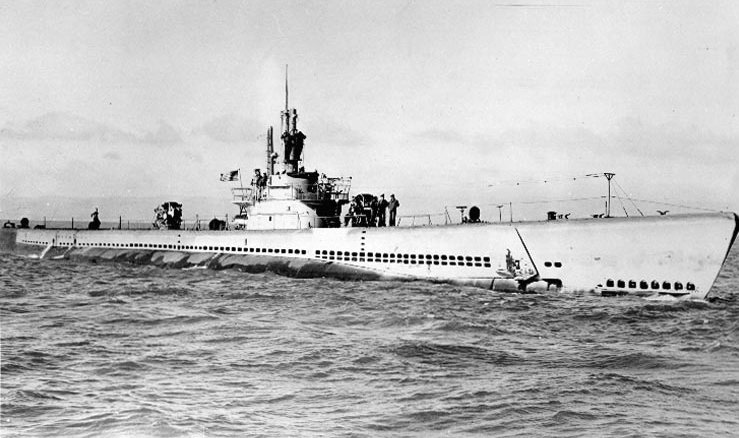
1945年6月，浮在海上的「射水魚號」潛艇。

11月28日下午1點30分，艦隊出航，旗艦「滨風號」、中央是「信濃號」、信濃右舷是「雪風號」、左舷是「磯風號」。但也有先頭「磯風號」、右「滨風號」、左「雪風號」的說法。艦隊在金田灣進行時間調整之後，於下午6點30分進入外海。在船內，機械室和燃料庫附近還在施工。下午7點，「磯風號」發現美國潛艇的電波，日軍加強了警戒。同時「信濃號」也發現電波，阿部艦長命令全船員警戒。晚上9點，「信濃號」通過雷達在右後方發現船舶，命令右側的「雪風號」進行偵查，該艦隨後報告「雖未有回應識別信號，但乾舷很高，應是漁船」。
在這前不久，日本靜岡縣濱名湖以南約100英里處正有一艘美軍潛艇——「射水魚號」，艦長為約瑟夫·法蘭西斯·恩萊特少校。「射水魚號」當時才剛結束救援迫降的B-29組員的任務，正前往東京灣準備襲擊商船。晚上8點48分，雷達軍官報告「有座島正在移動」，恩萊特因此發現了「信濃號」。當下由於「射水魚號」未能在「信濃號」的甲板上確認有飛機，還以為是艘油輪。不過這艘船非常大，為了攻擊，「射水魚號」決定尾隨該艦，並浮出水面以最大的19節航速速度追踪。浮出水面後，「射水魚號」發現該艦艦首為非「大鳳級」的開放式機庫，確信目標與先前的「飛鷹級」和「大鳳級」不同，是艘巨大的新型航空母艦。10點45分，「射水魚號」發現有一艘驅逐艦逼近至其附近3000公尺處，一度被逼迫潛回水下退避。不過驅逐艦在看到「信濃號」桅杆的紅色信號之後返航，美國潛水艇逃過一劫。恩萊特的手記記載這艘船是「磯風號」，但如前述，「滨風號」的可能性較高。日軍方面的情況是，早在10點時，位於艦隊先頭的「滨風號」就發現了位於前方6000公尺平行移動的兩架桅杆。「滨風號」加速行駛之後，距離縮短至3000公尺，並已瞄準預備射擊，但「信濃號」這時卻因事前命令護衛艦不要深入追擊、導致艦隊中出現空隙而命其回航。晚上10點45分，「信濃號」在右舷前方發現了浮上水面的美軍潛艇，並發出了確認信號。「射水魚號」也確認到了「信濃號」桅杆上發出的10秒-20秒-10秒的紅色發光信號，擔心會遭到護衛驅逐艦的攻擊。「滨風號」和「雪風號」已做好射擊準備，但阿部擔心暴露行踪，不准射擊。
晚上11點30分，恩萊特認為可能無法逮住「信濃號」，要求得到友軍潛艇的支援，給司令部發出下述無線電訊息：「『射水魚號』向太平洋艦隊司令部的太平洋方面潛艇司令部及日本領海的所有潛艇發出。我們正在追踪一艘大型航空母艦。這艘航艦有三艘護衛驅逐艦，位置是北緯32度30分、東經137度45分、速度有20節。」美國潛艇司令部收到了這一消息，並冒著被「信濃號」竊聽的危險（實際上也確實被竊聽著）作出如下回覆：「繼續追踪，喬（Joe，約瑟夫的暱稱），希望你能成功」。太平洋艦隊司令——切斯特·尼米茲的司令部則發出「對方是塊肥肉。大獎就在眼前，別讓它逃了」的訊息。只是，恩萊特期待中的友軍潛艇並未出現，「射水魚號」只得繼續隻身追踪目標。原先「信濃號」以全速的20節航行，以潛艇的航速很難攻擊的到。不過經過數小時「射水魚號」以水上速度全力追擊拉近了距離，「信濃號」也在凌晨12點前不久因螺旋槳軸過熱而減速至18節，又做了「之」字形航行的轉向動作，「射水魚號」得以在「信濃號」右舷前方取得射击位置。

### 擊沉

魚雷命中的位置及被海水淹沒的艙室示意圖，紫色位置為立刻進水的艦艙、藍色位置為遂漸進水淹沒的艦艙，綠色位置則是為了平衡艦體而特意注入水的艦艙。

關於「射水魚號」發動攻擊時日軍護衛的陣形有多種說法，「滨風號」水雷長聲稱是「雪風號」打頭、中央「信濃號」、右「滨風號」和左「磯風號」，「雪風號」砲術長的說法則是「磯風號」先頭、右「滨風號」、左「雪風號」，「雪風號」水雷長的說法則為「滨風號」先頭、右「雪風號」、左「磯風號」，上述紀錄混亂原因是「信濃號」在作之字運動時，因時間不同，驅逐艦的位置也頻繁地變化。在外海時，大致上都是旗艦「滨風號」航行在前。11月29日凌晨3點13分，「射水魚號」在濱名湖南方176公里處發射了六枚Mk 14型魚雷，而日軍方面也發現了「射水魚號」。3點5分，「信濃號」對護衛艦發出的潛艇警報，驅逐艦群也探測到了疑似潛艇的電波，但未能確定其位置。
潛艇自調停深度水面下3公尺、距目標1280公尺外處射出了六枚魚雷，分為兩批各三發射出。「射水魚號」艦長曾在筆記中表示，這是為了讓後面那三枚魚雷能射進最初三枚造成的破洞內。另外為了使重量集中在水線之上而不穩定的航母翻船，設定了比通常較淺的命中深度。3點16至17分，4枚魚雷命中了「信濃號」右舷。「射水魚號」方面則稱六枚魚雷全命中。命中深度設定較淺的魚雷擊中的是「信濃號」右舷後部由水泥填充、較船腹為淺的部分，這時其儲存燃油的燃油艙、右舷外側機械室、三號鍋爐間馬上就被水灌滿，且損害造成艦體隔間龜裂、鄰近的一號、七號鍋爐間也跟著進水，空氣壓縮機房亦受害。最初的報告顯示，後部冷却機房、機關科官兵房、注排水指揮所附近、第一發電機室都進水、右舷也傾斜了6度。由於命中後「信濃號」仍未減速，傾斜右舷9度並以20節的速度離開現場。「射水魚號」未能追擊前往西北的「信濃號」。護衛的驅逐艦雖也投下深水炸彈，但在「射水魚號」的紀錄裡也不過就整整15分鐘裡爆炸14次的規模，並未構成威脅。
雖然「信濃號」在文件上被列入軍艦籍，被視為一艘完成建造的軍艦，實際上仍是處於建造中的狀態。舉例來說，艦內通道中多放有大量纜線，造成防水閘門無法關閉，甚至因為軍令部下令趕工，連關閉防水閘門的訓練都沒做。即使勉強關上閘門，在縫隙裡也有空氣會漏過來的情形。加上「大和級」戰艦內部有如迷宮，花上一年也無法熟悉內部，僅僅乘船幾個月的艦員甚至不知自己身在何處。即使如此，緊急處理員仍然按照注排水指揮所的指示，對相反的一側進行了注水工作。注水量至少為3000噸，傾斜情況也有所緩解。然而由於注水開關故障，進一步注水已不可能。信濃號雖迅速前往潮岬方向，進水情況仍未停止，排水泵也發生故障、傾斜日益嚴重。根據「戰鬥詳報」的記載，「信濃號」在5點30分時航速已跌到僅剩11節。按機關科士兵的回憶，清晨5點時，右舷渦輪機停止工作。清晨5至6點，由於復水器無法使用，導致鍋爐缺乏給水用的淡水。上午8點，信濃已完全停在海上。「信濃號」發出訊息：「0800，本艦由於傾斜無法航行。請準備拖船」的訊息。當時雖也曾考慮使用海水開動鍋爐，但由於使用海水之後將需要大規模修補，因而被擱置。艦前部的預備淡水儲罐的水管雖被切斷，但未派上用場。阿部曾命令工廠相關人士打開飛行甲板，但「工廠相關人員集中到飛行甲板」（工廠関係者飛行甲板）的命令卻被誤傳為「全員集中到飛行甲板」（総員飛行甲板），艦內陷入混亂。不過，也由於這個錯誤命令，位於艦底的緊急修理作業員和機關科官兵才得以逃出。
上午7點45分，「信濃號」發出命令「磯風號」和「滨風號」接近的手旗信號。阿部親自在「信濃號」船頭監督作業，但兩艘驅逐艦無法牽起信濃，纜線被切斷。驅逐艦後部的高角砲塔曾試圖捲起纜線再次牽船，但無法承擔重量再次被切斷，拖航宣告失敗。8點，上甲板已泡水，船員則忙於機庫甲板的排水作業。8點30分，注排水指揮所被淹，稻田文雄大尉等九人被淹死。隨著注排水指揮所滅頂以及拖航作業失敗，「信濃號」這時已確定將會沉沒。9點32分，「信濃號」試圖將昭和天皇的照片移至艦載小艇上，並再移至「滨風號」。但由於天氣不佳，小艇撞上「信濃號」右舷，翻船。10點25分，傾斜達35度，「信濃號」降下了軍艦旗。10點28分，命令全員準備撤離。10點37分，發布全員棄船命令。有軍官幹部證言艦長在此時命令「各自自由行動」。10點57分（也有55分的說法），「信濃號」在潮岬海南東48公里處翻覆 ，自艦尾開始沉沒，地點為北緯33度06分，東經136度46分。

## 沉沒原因檢討與後續
「信濃號」由於建造工程並未完成，導致防水作業充滿缺失，也沒有一位船員熟悉內部構造。即使是已搭船數月的船員，在該艦中彈後仍陷入混亂，未能緊急處置。另外也有著因船身傾斜，造成左舷注排水閥自海中上浮，無法增加注水的觀點，但也存在反駁此觀點的意見，認為即使出港前未進行傾斜復原測試，也不知道電源經過多大震動就會故障，實際上也是故障導致排水泵無法運行，加上趕工造成的負面影響，螺帽沒有栓緊螺栓，防水艙口也有2公分的縫隙。受命中右舷艦尾的魚雷衝擊所影響，艦首部分的鉚釘開始進水。加上鄰近的氣密檢查沒實施，故「信濃號」竣工一說實際上是有名無實，根本是一艘未完成的船艦，可以說在被魚雷命中時就註定要沉沒。牧野茂設計之初以「大和級」被一枚魚雷命中時無須脫離戰列、兩枚時依舊有著戰鬥力、三枚時也不會沉沒、還可返回基地的方針來計算其進水量，未充分考慮被四枚命中的狀況，牧野後來曾言道：「不忍斷定「信濃號」沉沒的責任全是因為防水工作不足。」
時任海上護衛總司令部參謀大井篤大佐曾稱：「事後的檢討好比沒注意防火、卻在抱怨消防員不好的人，根本原因在於航海計劃本身就有問題」。軍事評論家伊藤正德也指出，軍令部在有敵人出沒的海面卻制定出只派三艘驅逐艦護衛的夜間航海計劃有很大責任。「雪風號」的士官豐田義雄也回憶表示驅逐艦方面也有問題，由於「第十七驅逐艦隊」旗艦「浦風號」沉沒、司令戰死導致指揮系統混亂，各艦未能和「信濃號」緊密合作。12月28日，在東京召開了三川軍一中將主持的「信濃號」沉沒原因調查委員會——「S事件調查委員會」。由於「信濃號」是毀於敵軍的攻擊而非意外事故，故該會表面上是調查並非質詢，但出席該會的「信濃號」倖存者並未克制其情緒，憤怒地罵造船廠「做出不堪一擊的破船」、軍令部「省略氣密測試就命令出港」和上級「只派三艘驅逐艦護衛」。由於被追究責任的當事人太多，會議結果是沒有任何人受到嚴重處分。
当时任海军大臣的島田繁太郎向天皇报告「信濃號」沉没的消息时，向来寡言少语的裕仁天皇也一反常态地说道：“此事可惜。”
「信濃號」的艦歷是世界海軍史上最短的，從出外海到沉沒只有17小時。雖然魚雷攻擊本身幾乎沒有造成死傷，但由於無法使用艦內廣播裝置通知全員撤離，加上許多船員被飛行甲板的孔洞吸走或被強浪衝走、在低溫的海面漂流與被猛烈的海浪捲走，使得很多船員失踪，也有人目擊到許多軍人抱住沉沒的「信濃號」的景象。阿部俊雄艦長在艦首下令全員棄艦之後，便和「信濃號」一起沉入海中。在搶救過程中，「濱風號」船員目擊到許多船員抓住未搭載炸藥和燃料、漂浮於海面上的特攻兵器——「櫻花」的景象。戰後，「濱風號」的水雷長武田曾和一位櫻花的開發者見面，提到了「櫻花」救了不少人，而後者則露出相當複雜的表情。有55名准尉以上、993名士官與士兵和32名工人倖存。據「信濃會」組織的調查，有791人陣亡（其中有28名工人，包括11名軍屬）。「信濃號」的照片被奉安到「濱風號」上。在吳港待命、準備給「信濃號」裝備對空火箭炮的技術人員從「第十七驅逐艦隊」得到「信濃號」沉沒的消息之後，也感到日本帝國海軍已宣告結束。
美軍方面，「射水魚號」的船員知道它們攻擊一艘非常巨型的航艦，但並沒有自信能把它擊沉。從美軍B-29的偵查照片來看，雖然有拍攝到「信濃號」，但卻沒有完全掌握這艘船存在的事實，對「射水魚號」的報告也是半信半疑，科巴茲中校破譯了日本的密碼，從中發現了「信濃號」這艘船的名字，判斷這艘以「信濃川」命名的巡洋艦改裝航空母艦已被擊沉，並勸說艦長恩來特最好就此滿足。後者便交出了「信濃號」的素描畫，得到了擊沉28,000噸航空母艦的認證，當船員們知道他們已擊沉了當時世界上最大的航空母艦時，戰爭早就已經結束了。美國為獎賞擊沉「信濃號」的功績，授予「射水魚號」總統部隊嘉許獎。至今為止，「信濃號」依舊保持著被潛艇所擊沉的最大船艦之紀錄。
由於生涯異常短暫，信濃幾乎未能留下影像資料，目前已知僅有的2張信濃號照片分別為停泊橫須賀港內時美軍高空偵查拍下的模糊俯視圖與東京灣試航時由播磨造船所技術員所拍攝的右舷艦影（即本條目圖片，該照片的存在直到戰後30年才獲得確認）；再加上日軍戰敗前夕大量銷毀造艦資料，信濃的具體外型不明朗的地方仍相當多。

## 註解
1. ↑  
日本軍事史作家豐田穣則在著作中表示，這艘被認為是漁船的船影很可能是浮出水面、正追踪「信濃號」的美軍「射水魚號」潛艇，其根據是戰後對「射水魚號」艦長——恩萊特的詳細訪問[137][131][136]。但恩萊特艦長的證詞否定了豐田的推測。「射水魚號」是在右舷艦首方向發現了正在接近的「信濃號」[138]，「信濃號」的航路是在其前方而非後方，並按照這一航路持續前進並進行監視[139]，「信濃號」派去調查的右後方船舶和「射水魚號」的行動位置並不吻合。「射水魚號」未確認到「信濃號」右舷的驅逐艦前往這裡調查，也未偵測到識別信號發射[140]。

## 註腳
1. 1 2  防衛庁防衛研修所戦史室（1969年），31，第564-565页
2. 1 2 3 4  川崎まなぶ（2009年），第88页
3. 1 2 3  安藤日出男（1987年），第11-14页
4. ↑  約瑟夫．F．恩萊特; 詹姆斯．Ｗ．賴安. . 1993-12: 11. ISBN 957-677-121-8.
5. ↑  川崎まなぶ（2009年），第337-338页
6. ↑  エンライト & ライアン（1994年），第55页
7. ↑  安藤日出男（1987年），第33页
8. ↑  歴史群像（1999年），第97页
9. 1 2  歴史群像（1999年），第96页
10. ↑  歴史群像（1999年），第78页
11. ↑  安藤日出男（1987年），第29页
12. ↑  歴史群像（1999年），第78、96页
13. 1 2  牧野茂（1987年），第195页
14. 1 2  安藤日出男（1987年），第16-17页
15. ↑  安藤日出男（1987年），第31页
16. ↑  諏訪繁治（2010年），第13-14页
17. ↑  歴史群像（1999年），第160页
18. 1 2 3 4 5 6  川崎まなぶ（2009年），第87页
19. ↑  安藤日出男（1987年），第59页
20. 1 2 3 4  歴史群像（1999年），第79页
21. ↑  安藤日出男（1987年），第60页
22. 1 2 3  牧野茂（1987年），第196页
23. ↑  豊田穣（2000年），第77页
24. ↑  宇垣纏（1968年），第108页
25. 1 2  安藤日出男（1987年），第73-74页
26. 1 2 3  安藤日出男（1987年），第98页
27. ↑  安藤日出男（1987年），第99页
28. ↑  安藤日出男（1987年），第100页
29. ↑  安藤日出男（1987年），第114页
30. 1 2  牧野茂（1987年），第199页
31. ↑  安藤日出男（1987年），第113页
32. 1 2 3  牧野茂（1987年），第198页
33. ↑  豊田穣（2000年），第90页
34. ↑  川崎まなぶ（2009年），第41页
35. ↑  川崎まなぶ（2009年），第47页
36. ↑  豊田穣（2000年），第91页
37. 1 2 3  牧野茂（1987年），第205页
38. 1 2 3 4 5 6  相良俊輔（1975年），第98页
39. 1 2 3 4  牧野茂（1987年），第202页
40. 1 2  諏訪繁治（2010年），第16页
41. 1 2 3 4  安藤日出男（1987年），第117-118页
42. 1 2 3 4  歴史群像（1999年），第99页
43. 1 2  安藤日出男（1987年），第117页
44. ↑  牧野茂（1987年），第189页
45. 1 2 3  牧野茂（1987年），第201页
46. ↑  牧野茂（1987年），第201-202页
47. ↑  相良俊輔（1975年），第99页
48. 1 2 3 4  牧野茂（1987年），第190页
49. ↑  歴史群像（1999年），第167页
50. 1 2  歴史群像（1999年），第82页
51. 1 2  歴史群像（2003年），第109页
52. ↑  牧野茂（1987年），第204页
53. 1 2  諏訪繁治（2010年），第15页
54. ↑  中川靖造（1990年），第251页
55. ↑  碇義朗（1994年），第229页
56. ↑  歴史群像（1999年），第161页
57. ↑  諏訪繁治（2010年），第308页
58. ↑  歴史群像（1999年），第80页
59. 1 2 3  牧野茂（1987年），第203页
60. 1 2 3 4  歴史群像（1999年），第100页
61. ↑  相良俊輔（1975年），第110页
62. 1 2  相良俊輔（1975年），第102页
63. ↑  豊田穣（2000年），第131页
64. 1 2  安藤日出男（1987年），第131页
65. ↑  辺見じゅん、原勝洋（2004年），第69页
66. ↑  豊田穣（2000年），第129页
67. ↑  安藤日出男（1987年），第148页
68. ↑  エンライト & ライアン（1994年），第66页
69. ↑  安藤日出男（1987年），第115-116页
70. ↑  エンライト & ライアン（1994年），第66、352页
71. ↑  Brown（1977年），第32-33页
72. ↑  Campbell（1985年），第185页
73. 1 2  丸（2010年），第136-137页
74. ↑  歴史群像（1999年），夾在該書中的宣傳品，『空母「信濃」のリサーチについて』，水野行雄著
75. ↑  歴史群像（1999年），第163-164页
76. ↑  歴史群像（1999年），第163页
77. ↑  安藤日出男（1987年），第119页
78. 1 2  歴史群像（1999年），第83页
79. ↑  安藤日出男（1987年），第121页
80. ↑  豊田穣（2000年），第114页
81. ↑  防衛省防衛研究所，C08011233600，第1页
82. ↑  防衛省防衛研究所，C12070195500，第3页
83. ↑  豊田穣（2000年），第115页
84. ↑  安藤日出男（1987年），第129页
85. ↑  安藤日出男（1987年），第147页
86. ↑  安藤日出男（1987年），第149页
87. ↑  安藤日出男（1987年），第181页
88. ↑  相良俊輔（1975年），第51页
89. ↑  豊田穣（2000年），第122页
90. ↑  安藤日出男（1987年），第168页
91. ↑  安藤日出男（1987年），第169页
92. ↑  豊田穣（2000年），第136页
93. ↑  豊田穣（2000年），第137页
94. ↑  豊田穣（2000年），第138页
95. ↑  豊田穣（2000年），第141页
96. ↑  安藤日出男（1987年），第171页
97. ↑  佐藤和正（1997年），第228頁页
98. ↑  安藤日出男（1987年），第167-172页
99. ↑  豊田穣（2000年），第144页
100. ↑  安藤日出男（1987年），第176页
101. ↑  防衛省防衛研究所，C12070497400，第23页
102. ↑  豊田穣（2000年），第202页
103. ↑  相良俊輔（1975年），第22页
104. ↑  豊田穣（2000年），第190页
105. ↑  防衛省防衛研究所，C08030585900，第6页
106. ↑  碇義朗（1994年），第227页
107. 1 2  安藤日出男（1987年），第179-180页
108. ↑  豊田穣（2000年），第108页
109. 1 2 3  安藤日出男（1987年），第189页
110. ↑  豊田穣（2000年），第143、191页
111. ↑  豊田穣（2000年），第33页
112. ↑  豊田穣（2000年），第192页
113. ↑  エンライト & ライアン（1994年），第52、97-98页
114. ↑  前間孝則（1999年），第432-433页
115. ↑  豊田穣（2000年），第198-199页
116. ↑  文藝春秋（2005年），第337页
117. 1 2 3  手塚正己（2009年），下，第426页
118. ↑  豊田穣（2000年），第211页
119. ↑  安藤日出男（1987年），第186页
120. ↑  豊田穣（2000年），第212页
121. ↑  豊田穣（2000年），第214页
122. 1 2  豊田穣（2004年），第388页
123. ↑  豊田穣（2000年），第27页
124. ↑  手塚正己（2009年），下，第423-425页
125. ↑  豊田穣（2000年），第215-217页
126. ↑  エンライト & ライアン（1994年），第75、116-117页
127. ↑  エンライト & ライアン（1994年），第118页
128. ↑  豊田穣（2000年），第37页
129. ↑  エンライト & ライアン（1994年），第119页
130. ↑  エンライト & ライアン（1994年），第73页
131. 1 2  安藤日出男（1987年），第195页
132. ↑  井上理二（1999年），第251页
133. ↑  エンライト & ライアン（1994年），第75-77页
134. 1 2  手塚正己（2009年），下，第427页
135. ↑  安藤日出男（1987年），第224页
136. 1 2 3  豊田穣（2004年），第389页
137. ↑  豊田穣（2000年），第225页
138. 1 2  エンライト & ライアン（1994年），第89-90页
139. ↑  エンライト & ライアン（1994年），第95页
140. ↑  エンライト & ライアン（1994年），第96-98页
141. ↑  豊田穣（2000年），第16、220页
142. ↑  エンライト & ライアン（1994年），第80-81页
143. ↑  豊田穣（2000年），第224页
144. ↑  豊田穣（2000年），第17页
145. ↑  豊田穣（2000年），第220页
146. ↑  エンライト & ライアン（1994年），第144-145页
147. ↑  豊田穣（2000年），第28页
148. ↑  エンライト & ライアン（1994年），第155页
149. ↑  エンライト & ライアン（1994年），第159页
150. 1 2  手塚正己（2009年），下，第429页
151. ↑  豊田穣（2000年），第229页
152. ↑  井上理二（1999年），第251-253页
153. ↑  豊田穣（2000年），第233页
154. ↑  エンライト & ライアン（1994年），第179-180页
155. ↑  豊田穣（2000年），第234页
156. ↑  エンライト & ライアン（1994年），第174-177页
157. ↑  豊田穣（2000年），第237页
158. ↑  豊田穣（2004年），第390页
159. ↑  豊田穣（2000年），第217-218页
160. ↑  エンライト & ライアン（1994年），第259-260页
161. ↑  エンライト & ライアン（1994年），第239页
162. ↑  豊田穣（2000年），第248页
163. ↑  エンライト & ライアン（1994年），第295页
164. ↑  豊田穣（2000年），第239页
165. ↑  豊田穣（2000年），第244页
166. ↑  エンライト & ライアン（1994年），第287页
167. ↑  安藤日出男（1987年），第211页
168. ↑  エンライト & ライアン（1994年），第263-264页
169. ↑  豊田穣（2000年），第246页
170. ↑  安藤日出男（1987年），第203页
171. ↑  豊田穣（2000年），第315页
172. 1 2 3  安藤日出男（1987年），第185页
173. ↑  豊田穣（2000年），第195页
174. ↑  豊田穣（2000年），第245页
175. ↑  豊田穣（2000年），第193页
176. 1 2 3  安藤日出男（1987年），第204页
177. 1 2 3  豊田穣（2000年），第247页
178. 1 2 3 4  防衛省防衛研究所，C08030147000，第28页
179. ↑  豊田穣（2000年），第266页
180. ↑  豊田穣（2000年），第261、280页
181. ↑  豊田穣（2000年），第273页
182. ↑  エンライト & ライアン（1994年），第303页
183. ↑  安藤日出男（1987年），第212页
184. ↑  豊田穣（2000年），第268、282页
185. ↑  エンライト & ライアン（1994年），第277页
186. ↑  井上理二（1999年），第258页
187. 1 2  安藤日出男（1987年），第215页
188. ↑  豊田穣（2004年），第393页
189. ↑  蟻坂四平、岡健一（2004年），第81页
190. ↑  蟻坂四平、岡健一（2004年），第79页
191. ↑  豊田穣（2000年），第270页
192. ↑  手塚正己（2009年），下，第432页
193. ↑  安藤日出男（1987年），第216页
194. ↑  豊田穣（2000年），第286页
195. ↑  安藤日出男（1987年），第218页
196. 1 2 3  防衛省防衛研究所，C08030147000，第29页
197. ↑  安藤日出男（1987年），第220页
198. 1 2 3  エンライト & ライアン（1994年），第322-323页
199. 1 2 3 4 5  安藤日出男（1987年），第223-225页
200. ↑  駆逐艦雪風手記編集委員会（1999年），第374-375页
201. ↑  豊田穣（2000年），第197页
202. ↑  豊田穣（2000年），第332页
203. ↑  豊田穣（2000年），第210页
204. ↑  相良俊輔（1975年），第192页
205. ↑  豊田穣（2000年），第264页
206. ↑  安藤日出男（1987年），第231页
207. 1 2  相良俊輔（1975年），第194-195页
208. ↑  牧野茂（1987年），第207页
209. ↑  大井篤（2001年），第357页
210. ↑  相良俊輔（1975年），第195-196页
211. ↑  駆逐艦雪風手記編集委員会（1999年），第371页
212. ↑  相良俊輔（1975年），第200页
213. ↑  豊田穣（2000年），第329-331页
214. ↑  相良俊輔（1975年），第205-206页
215. ↑  エンライト & ライアン（1994年），第340页
216. ↑  猛き艨艟（2000年），第342页
217. ↑  横井俊之（2016年），第233-236页
218. ↑  諏訪繁治（2010年），第25-26页
219. ↑  エンライト & ライアン（1994年），第379页
220. ↑  エンライト & ライアン（1994年），第309、313页
221. ↑  諏訪繁治（2010年），第129、143、171页
222. 1 2  手塚正己（2009年），下，第433页
223. 1 2  防衛省防衛研究所，C08030147000，第30页
224. ↑  安藤日出男（1987年），第226页
225. ↑  豊田穣（2000年），第318页
226. ↑  豊田穣（2000年），第303页
227. ↑  中川靖造（1990年），第252页
228. ↑  豊田穣（2000年），第317页
229. 1 2  エンライト & ライアン（1994年），第329-332页
230. 1 2  エンライト & ライアン（1994年），第337-338页

### 檔案
- （日語）防衛省防衛研究所. .   [2015-01-06]. （原始内容存档于2019-12-10）.
  - Ref.C12070195500. .
  - Ref.C12070497400. .
  - Ref.C08011233600. .
  - Ref.C08030147000. .
  - Ref.C08030585900. .

### 圖書
- 約瑟夫．F．恩萊特; 詹姆斯．Ｗ．賴安. . 1993. ISBN 957-677-121-8.
- （英文）Brown, David. . Arco Publishing. 1977. ISBN 0-668-04164-1.
- （英文）Campbell, John. . Naval Institute Press. 1985. ISBN 0-87021-459-4.
- （日語）碇義朗. . 光人社. 1994.
- （日語）川崎まなぶ. . 大日本絵画. 2009. ISBN 978-4-499-23003-2.
- （日語）辺見じゅん、原勝洋. . 角川春樹事務所. 2004. ISBN 978-4758431231.
- （日語）相良俊輔. . 講談社. 1975.
- （日語）牧野茂. . 出版共同社. 1987. ISBN 4-87970-045-2.
- （日語）大井篤. . 学習研究社. 1987. ISBN 978-4059010401.
- （日語）佐藤和正. . 光人社. 1997. ISBN 4-7698-2174-3.
- （日語）蟻坂四平、岡健一. . 元就出版社. 2004. ISBN 4-86106-005-2.
- （日語）駆逐艦雪風手記編集委員会. . 駆逐艦雪風手記刊行会. 1999.
- （日語）井上理二. . 光人社. 1999. ISBN 4-7698-0935-2.
- （日語）歴史群像. . 太平洋戦史シリーズ22. 學習研究社. 1999. ISBN 4-05-602062-0.
- （日語）歴史群像. . 學習研究社. 1998. ISBN 4-05-603432-X.
- （日語）歴史群像. . 學習研究社. 2003. ISBN 4-05-603055-3.
- （日語）安藤日出男. . 朝日ソノラマ-文庫航空戦史シリーズ. 1987. ISBN 4-257-17093-X.
- （日語）エンライト, J.F.; ライアン, J.W. . 光人社. 1994. ISBN 4-7698-2039-9.
- （日語）諏訪繁治. . 光人社. 2010. ISBN 978-4-7698-2658-3.
- （日語）文藝春秋. . 文藝春秋. 2005. ISBN 978-4163668604.
- （日語）手塚正己. . 新潮文庫. 2009. ISBN 978-4101277721.
- （日語）豊田穣. . 光人社NF文庫. 2000. ISBN 4-7698-2275-8.
- （日語）豊田穣. . 光人社NF文庫新装版. 2004. ISBN 978-4-7698-2027-7.
- （日語）豊田穣. . 光人社. 1983. ISBN 4-7698-0208-0.
- （日語）宇垣纏. . 原書房. 1968.
- （日語）蟻坂四平、岡健一. . 元就出版社. 2004. ISBN 4-86106-005-2.
- （日語）「丸」編集部. . 光人社. 1989. ISBN 4-7698-0454-7.
- （日語）「丸」編集部. . 光人社. 2010. ISBN 978-4-7698-1456-6.
- （日語）中川靖造. . 講談社. 1990. ISBN 4-06-184790-2.
- （日語）原勝洋. . 文春文庫. 2000. ISBN 4-16-745602-8.
- （日語）横井俊之. . 潮書房光人社. 2016. ISBN 978-4-7698-1611-9.
- （日語）前間孝則. . 講談社. 1999. ISBN 4-06-256401-7.
- （日語）防衛庁防衛研修所戦史室. . 朝雲新聞社. 1969.